# 拳道

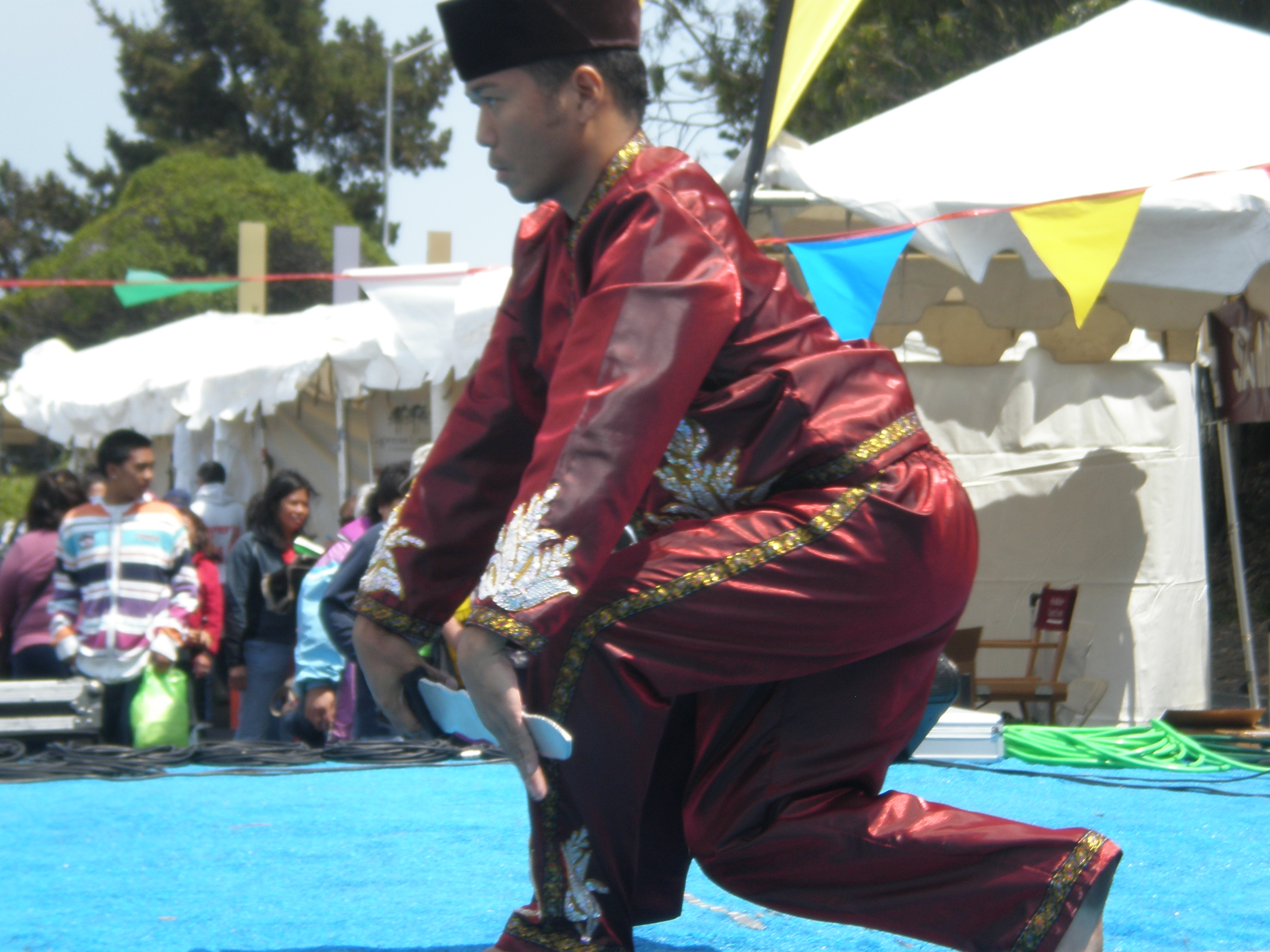

拳道又稱印尼拳，是「武術」的閩南語稱呼，常見於东南亚華人社群，尤其是馬來群島的華人。拳道在印尼最為普及，然而在馬來西亞、汶萊、新加坡及菲律賓也頗為常見。在這些地區，中國武術常隨著商人、勞工與其他移民由中國南方傳來。拳道也與東南亞當地的武術「馬來武術」融和，因而產生出被稱為「拳道席拉」的混合技法。
過去拳道多為秘密傳授，常形成家族世代相傳的形式。目前一些武術學校的教學，仍保有幾分神密色彩。雖然歷史上東南亞地區僅有少數非華人研習拳道，它仍在二十世紀後半期逐漸普及。
。在美國綜合格鬥的格鬥中，它已有成為主流的趨勢。即使用此，傳統的拳道學校在美國數量極少，在西方世界仍屬罕見。並不。